# Rhinopsephus
Rhinopsephus – rodzaj chrząszcza z rodziny sprężykowatych.
Chrząszcze te charakteryzują się między innymi czołem o długości większej, niż szerokość i grzebieniastymi czułkami samic. Swym zasięgiem występowania rodzaj obejmuje następujące państwa:
- Demokratyczna Republika Konga
- Gabon
- Kamerun
- Wybrzeże Kości Słoniowej